# Matheronodon
Matheronodon provincialis is een plantenetende ornitischische dinosauriër, behorend tot de Euornithopoda, die tijdens het late Krijt leefde in het gebied van het het huidige Frankrijk.

## Vondst en naamgeving
In 2009 en 2012 werden bij opgravingen nabij Velaux-La Bastide Neuve in Bouches-du-Rhône, op een vindplaats die in 1992 door Xavier Valentin ontdekt was, resten gevonden van kleine euornithopoden.
In 2017 werd de typesoort Matheronodon provincialis benoemd en beschreven door Pascal Godefroit, Géraldine Garcia, Bernard Gomez, Koen Stein, Aude Cincotta,
Ulysse Lefèvre en Xavier Valentin. De geslachtsnaam combineert de naam van Philippe Matheron, die in de negentiende eeuw als eerste dinosauriërs opgroef in de Provence en Rhabdodon benoemde, met een Oudgrieks odoon, "tand". De soortaanduiding verwijst naar de Provence. De benoeming geschiedde in een elektronisch tijdschrift zodat Life Science Identifiers nodig waren voor de geldigheid van de naam. Deze zijn FF4C534D-206A-4659–8592–9154ABF4A8B5 voor het geslacht en A6D62068–15A5–4ADE-83DD-74F0ED529BAB voor de soort.
Het holotype, MMS/VBN-02-102, werd opgegraven in zandsteenlagen die dateren uit het late Campanien. Het bestaat uit een rechterbovenkaaksbeen zonder tanden. Een aantal tanden is aan de soort toegewezen. De specimina MMS/VBN-93-34, MMS/VBN-09-149a en MMS/VBN-09-150 betreffen maxillaira tanden, inclusief wortels, van het bovenkaaksbeen; MMS/
VBN-12-22 is een losse maxillaire tandkroon; de specimina MMS/VBN-02-11, MMS/VBN-09-43c en MMS/VBN-12-A002 zijn dentaire tanden van de onderkaak. Alle fossielen maken deel uit van de collectie van het Musée du Moulin seigneurial te Velaux.

## Beschrijving

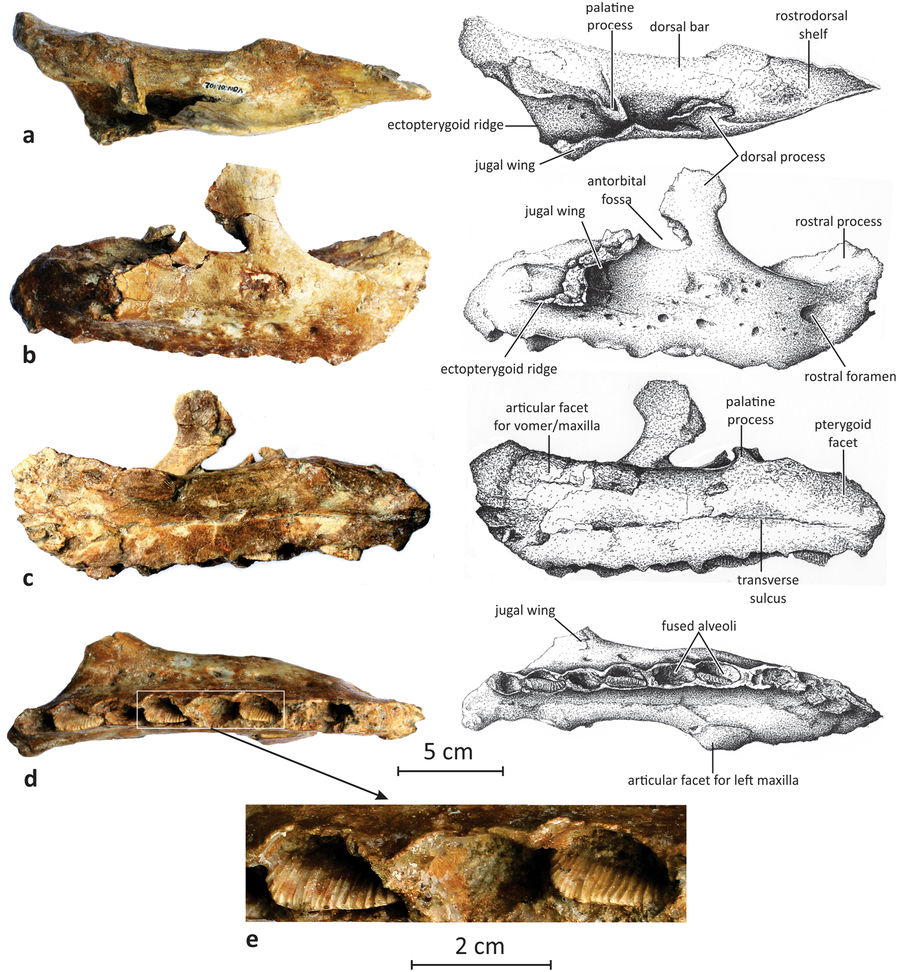
Het bovenkaaksbeen

Matheronodon werd vermoedelijk ongeveer vijf meter lang wat wijst op een gewicht van een halve ton.

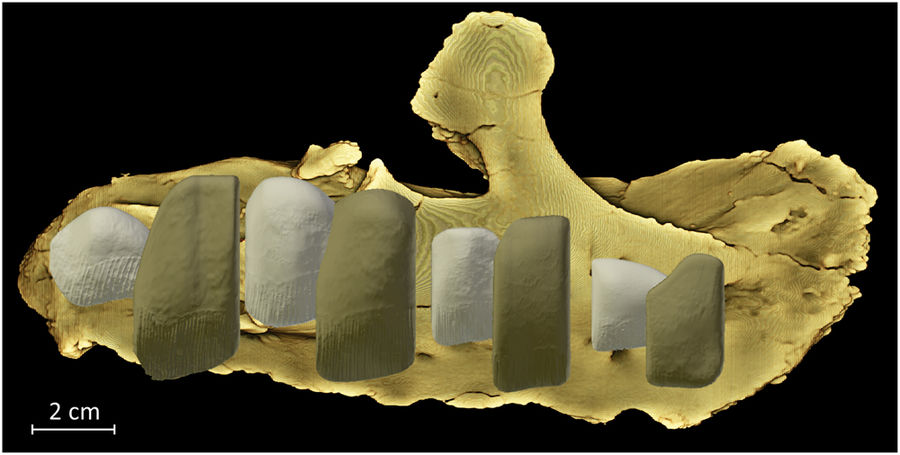
Interpretatie van hoe de tanden elkaar om en om opvolgden waarbij de kaak van binnen bezien wordt

De beschrijvers wisten enkele onderscheidende kenmerken vast te stellen. Dit waren alle autapomorfieën, unieke afgeleide eigenschappen. Zowel de maxillaire tanden als de dentaire tanden zijn vergroot tot een breedte in zijaanzicht van vijf centimeter. Het aantal tandkolommen per bovenkaaksbeen is beperkt, tot vier in het holotype. De tussenschotten tussen de maxillaire tandkassen zijn om en om van beneden uit geresorbeerd zodat iedere tand in twee gepaarde tandkassen steekt. Het bovenkaaksbeen heeft een verkorte voorste tak. Het voorste derde deel van het bovenkaaksbeen heeft een breed beenplateau bovenaan. De maxillaire tanden hebben meer dan vijfentwintig verticale evenwijdige richels op de buitenzijde.
Het bovenkaaksbeen is tweeëntwintig centimeter lang. Het beenplateau bij het voorste bovenkaaksbeen is driehoekig van profiel en dient als verbinding met de praemaxilla. Het bovenkaaksbeen heeft in het midden een brede opgaande tak. De tak naar het jukbeen is laag en dun.

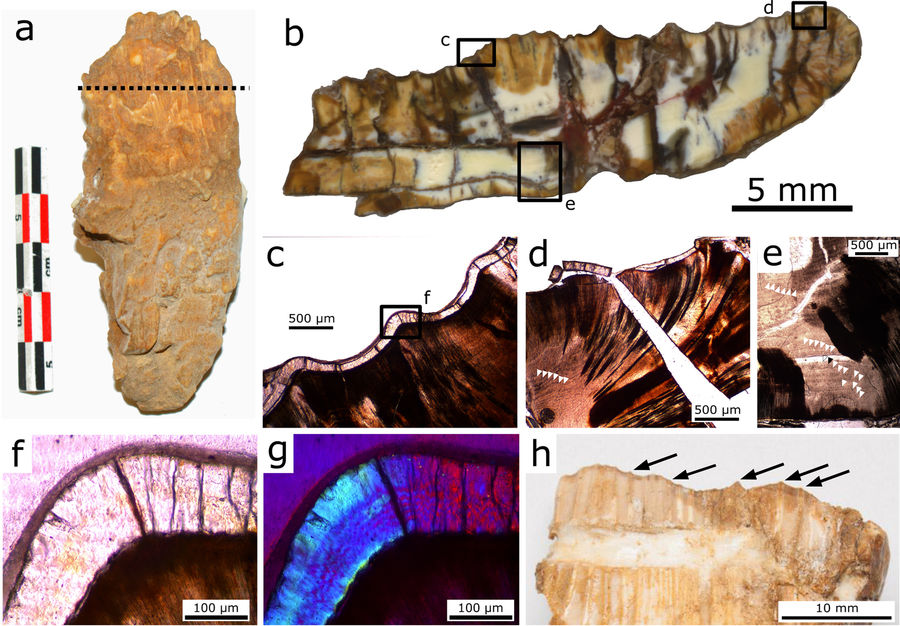
Doorsnede van een tand

In plaats van tien of elf zoals bij verwanten zijn er slechts acht tandkassen in het bovenkaaksbeen. Een opvallend kenmerk is dat hun tussenschotten om en om zijn geresorbeerd zodat er als het ware vier bredere tandkassen ontstaan. Dit soort "dubbeling" is van geen enkele andere dinosauriër bekend. Het holotype bewaart geen uitgekomen tanden. Dat de septa echter niet slechts door beschadigingen zijn weggevallen blijkt uit de vervangingstanden waarvan er nog twee opvolgende per tandkas in het bot zitten. Deze zijn inderdaad breder dan één enkele tandkas. De voorste tand per paar kwam eerder uit en overlapte de buitenzijde van de achterliggende tand. De top van de tand is breed met in een midden een klein puntje. Opmerkelijk is dat de gevonden dentaire tanden van de onderkaak het traditionele bladvormige profiel hebben. Ze werden toch aan Matheronodon toegewezen wegens het overeenkomende hoge aantal verticale richels.

## Fylogenie

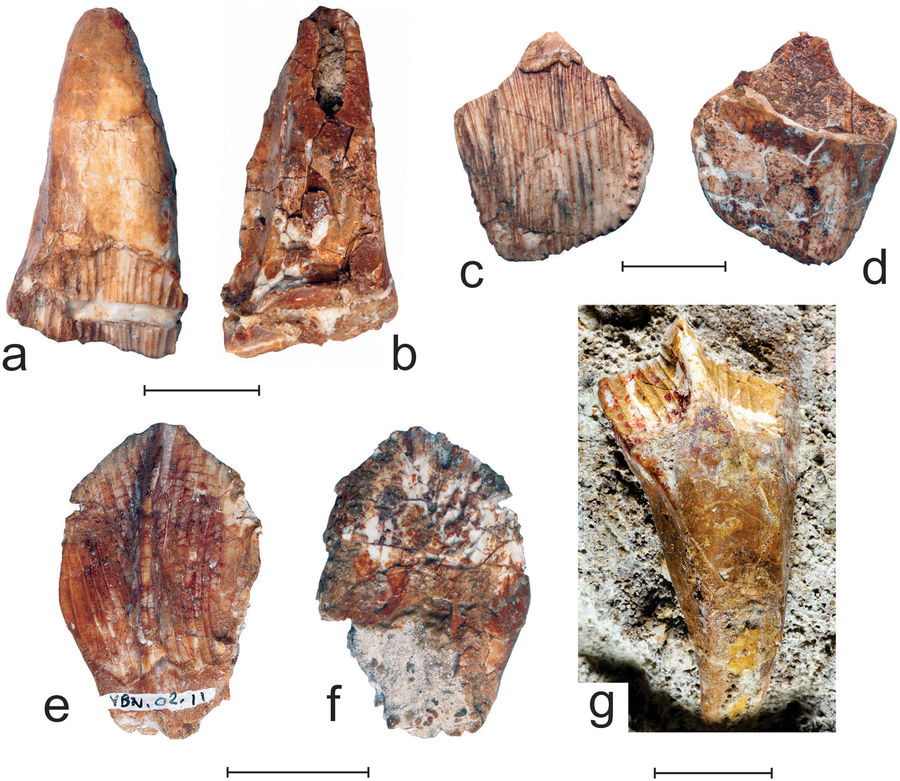
Toegewezen tanden

Matheronodon is in 2017 in de Rhabdodontidae geplaatst, zij het zonder exacte kladistische analyse.

## Levenswijze
De Rhabdodontidae onderscheidden zich van de in dezelfde tijd levende Hadrosauridae door het behoud van de oorspronkelijke knippende functie van de tandrijen. De tanden van Matheronodon, breed in zijaanzicht en dun overdwars, lijken zich verder in dat knippen te hebben gespecialiseerd. Gezien het grote aantal groeilijnen in het tandbeen lijken de grote tanden zich slechts langzaam te hebben ontwikkeld, dus ze werden kennelijk niet vaak gewisseld. De tanden konden gebruikt worden voor het kraken van taai plantenmateriaal. Dat kan bestaan hebben uit delen van eenzaadlobbigen als Sabalites en Pandanites, palmen met bladeren die rijk zijn aan sclerenchyma, ondersteunende vezels. Zulke planten namen op het einde van het Krijt in verspreiding toe.